# Svenska mästerskapen i kortbanesimning 1973
Svenska mästerskapen i kortbanesimning 1973 avgjordes i Växjö 1973. Det var den 21:a upplagan av kortbane-SM.

## Medaljsummering

### Herrar
| Gren            | Guld                      | Guld                  |
| 100 m frisim    | Gunnar Larsson 53,10      | Malmö S               |
| 400 m frisim    | Anders Bellbring 3.59,60  | Limhamns SS           |
| 1500 m frisim   | Anders Bellbring 16.03,30 | Limhamns SS           |
| 200 m fjärilsim | Risto Kaipanen 2.07,40    | Stockholmspolisens IF |
| 200 m ryggsim   | Gunnar Larsson 2.08,00    | Malmö S               |
| 200 m bröstsim  | Anders Häggqvist 2.30,50  | Falu SS               |
| 400 m medley    | Gunnar Larsson 4.35,80    | Malmö S               |
| 4x200 m frisim  | SKK Spårvägen 7.55,40     | SKK Spårvägen 7.55,40 |
| 4x100 m medley  | SKK Spårvägen 4.04,70     | SKK Spårvägen 4.04,70 |

### Damer
| Gren            | Guld                        | Guld               |
| 100 m frisim    | Anita Zarnowiecki 1.01,50   | Simklubben S02     |
| 400 m frisim    | Anita Zarnowiecki 4.33,50   | Simklubben S02     |
| 800 m frisim    | Else Gunsten 9.22,50        | Kristianstads SLS  |
| 200 m fjärilsim | Gunilla Andersson 2.25,20   | SK Neptun          |
| 200 m ryggsim   | Gunilla Lundberg 2.26,30    | Umeå SS            |
| 200 m bröstsim  | Jeanette Pettersson 2.40,90 | Spårvägens GoIF    |
| 400 m medley    | Anita Zarnowiecki 5.13,30   | Simklubben S02     |
| 4x200 m frisim  | SK Najaden 9.02,30          | SK Najaden 9.02,30 |
| 4x100 m medley  | SK Najaden 4.40,80          | SK Najaden 4.40,80 |